# Linguagem de Comando Guardada
O Linguagem de Comando Guardada (GCL) é uma linguagem de programação definida por Edsger Dijkstra para semântica de transformador de predicados em EWD472. Ele combina conceitos de programação de forma compacta. Ele torna mais fácil desenvolver um programa e sua prova lado a lado, com as ideias de prova liderando o caminho; além disso, partes de um programa podem de fato ser calculadas.
Uma propriedade importante do GCL é o nondeterminismo. Por exemplo, na declaração if, várias alternativas podem ser verdadeiras, e a escolha de qual escolher é feita em tempo de execução, quando a declaração if é executada. Isso liberta o programador de ter que fazer escolhas desnecessárias e é uma ajuda no desenvolvimento formal de programas.
GCL inclui a declaração de atribuição múltipla. Por exemplo, a execução da declaração x, y:= y, x é feita primeiro avaliando os valores do lado direito e depois armazenando-os nas variáveis do lado esquerdo. Assim, esta declaração troca os valores de x e y.
Os seguintes livros discutem o desenvolvimento de programas usando GCL:
- Dijkstra, Edsger W. (1976). A Discipline of Programming. [S.l.]: Prentice Hall. ISBN 978-0132158718
- Gries, D. (1981). The Science of Programming. Col: Monographs in Computer Science (em inglês, espanhol, japonês, chinês, italiano, e russo). New York: Springer Verlag. ISBN 978-0-387-96480-5. doi:10.1007/978-1-4612-5983-1
- Dijkstra, Edsger W.; Feijen, Wim H.J. (1988). A Method of Programming. Boston, MA: Addison-Wesley Longman Publishing Co., Inc. 200 páginas. ISBN 978-0-201-17536-3
- Kaldewaij, Anne (1990). Programming: the derivation of algorithms. [S.l.]: Prentice-Hall, Inc. ISBN 0132041081
- Cohen, Edward (1990).  David Gries, ed. Programming in the 1990s: An introduction to the calculation of programs. Col: Texts and Monographs in Computer Science. [S.l.]: Springer Verlag. ISBN 978-1-4613-9706-9. doi:10.1007/978-1-4613-9706-9